# Кімельфельд Дмитро Ісакович
Дмитро́ Іса́кович Кімельфе́льд (можна зустріти написання прізвища Кімерфельд рос. Киммерфельд, також був змушений писати під псевдонімом рос. Муравьёв, *1 липня 1950, Київ) — російськомовний поет, бард, один з організаторів неофіційного київського КСП «Костер».
Навчився грати на гітарі ще в шкільні роки. У 1968 році написав посвяту Б. Окуджаві «Трудно быть богом» [Архівовано 17 жовтня 2011 у Wayback Machine.], яка скоро принесла йому славу серед прихильників авторської пісні. В 1974 році спільна з В. Сєргєєвим робота «Земляничные поляны» відзначена журі Грушинського фестивалю. Лауреат численних конкурсів на теренах колишнього СРСР, з 1980-х років залучається до роботи в журі фестивалів авторської пісні.
Поетична творчість майстра — розмаїта: філософська лірика, гумористичні та сатиричні пісні, любовна та універсальна лірика, посвяти. Власна виконавська манера традиційна для бардів старшого покоління: три-чотири акорди на шестиструнці та баритон. Як поет і виконавець Дмитро Ісакович десятки років співпрацює з гітаристами В. Сєргєєвим, В. Новіковим, В. Семеновим. Сценічні виступи також відрізняються різноманітністю, окрім класичних авторських концертів він творив естрадні шоу, театралізовані дійства, виступав як конферансьє.
Випускник Київського педагогічного інституту іноземних мов 1972 року. Навчався в Росії на курсах драматургії та естрадного мистецтва. Входив до спілок журналістів та театральних діячів УРСР (до 1990 року).
В різний час Дмитро Кімельфельд працював:
- учителем англійської та французької мов в одному з численних в Україні сіл із назвою Перемога;
- працівником сцени театру драми і комедії;
- перекладачем в інституті тваринництва;
- автором пісень естрадних виконавців (згадуються прізвища Ротару, Леонтьєв та Андрій Міронов);
- учасником ансамблю «Фрейхлес» (при Біробіджанській філармонії, співали мовою їдиш), пізніше гастролював за кордоном з ансамблем «ОВИР»;
- автором пісень для театру;
- журналістом українського радіо та телебачення.

Протягом цього часу не переривалася поетична творчість майстра, діяльність у русі КСП, дружба та співпраця з багатьма колегами. Дмитро Ісакович частий гість бардівських фестивалів, проводить майстер-класи поезії та виконавської майстерності.
Дмитро Кімельфельд — автор пісень у кінофільмі «Тев'є-молочник» (1985), який знятий за мотивами однойменної п'єси, поставленої двома роками раніше в Біробіджані (тоді святкували 55-ту річницю створення Єврейської автономної області).
Після еміграції в Ізраїль в 1990 році, є там одним з провідників творчої російськомовної громади, організатор рос. «Культурного центра выходцев из СССР». Завдяки його активності автори з усього світу отримали майданчики для виступів у тій країні. Крім того, Дмитро Ісакович засвоїв нову професію, він проводить екскурсії Єрусалимом, у співавторстві створив путівник цим містом. Також вів програму на місцевому телебаченні присвячену туризму, видатним пам'яткам світу.